# سياسة البحرين

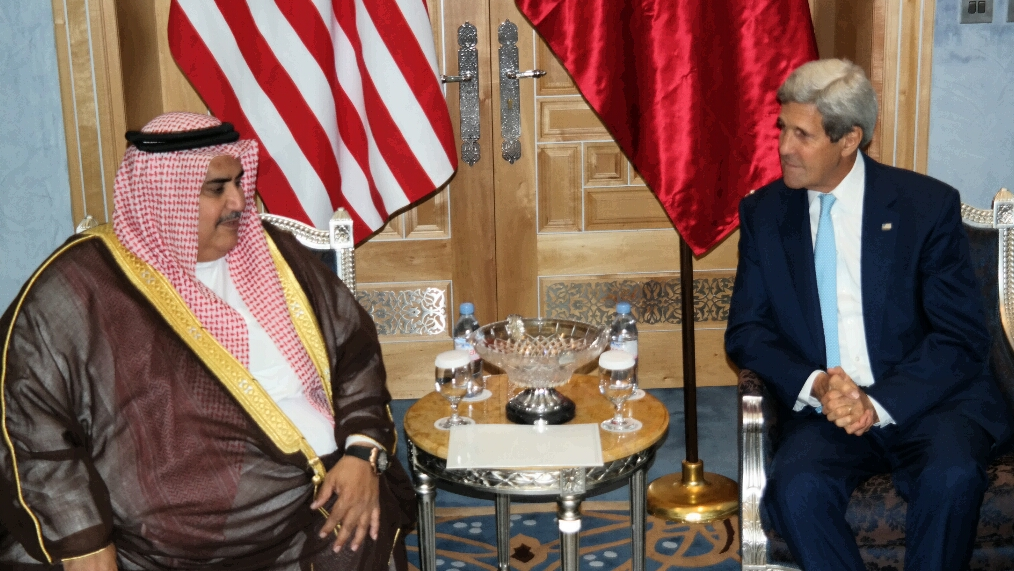
وزير الخارجية جون كيري الأميركي يجتمع مع وزير الخارجية البحريني آل خليفة. وزير الخارجية كيري يجتمع مع وزير الخارجية البحريني آل خليفة

السياسة في البحرين تجري منذ عام 2002 في إطار ملكية دستورية حيث يتم تعيين الحكومة من قبل الملك، الملك حمد بن عيسى آل خليفة. رئيس الحكومة منذ عام 1971 هو رئيس الوزراء الأمير خليفة بن سلمان آل خليفة وولي العهد هو الأمير سلمان بن حمد آل خليفة، الذي يشغل منصب القائد العام القوات المسلحة. البرلمان هو هيئة تشريعية يتكون من غرفتين، مع مجلس النواب ينتخبون بالاقتراع العام، وعين مجلس الشورى مباشرة من قبل الملك. النائب خليفة الظهراني ورئيس البرلمان.

## الخلفية السياسية
في عام 1973، والحاكم، والشيخ عيسى بن سلمان آل خليفة، إجراء إصلاحات على أساس الدستور. منصوص عليها في الدستور والقيادة وراثية في عائلة آل خليفة، ودعا إلى إنشاء الجمعية الوطنية 44 عضوا. تم انتخاب ثلاثين عضوا من الناخبين المؤهلين و 14 تم تعيينهم من قبل الحاكم. لم يخول الجمعية الوطنية مع السلطات التشريعية، بل كان أقرب إلى منتدى عام حيث سمعت العرائض وأنه قد تم عرضها التشريعات والسياسات الحكومية، ناقش وانتقد، على الرغم من الأعضاء المنتخبين في البرلمان سعى للحصول على صلاحيات تشريعية. وقال إن الحكومة لا تستطيع السكوت واستمر حاكما لإصدار قوانين بمرسوم وفي عام 1974 وصدور قانون الضمان أثار أزمة سياسية بين بعض أعضاء التجمع والحكومة. قوانين الأمن منحت سلطات الدولة صلاحيات استثنائية لاعتقال واحتجاز المشتبه بهم اعتبرت أن تهدد الأمن القومي. وكتلة تتشكل داخل الجمعية الوطنية الذي كان معارضا لقوانين الأمن والطريقة التي فرضت الحكومة قانون. وجاءت الأزمة إلى ذروتها في شهر أغسطس عام 1975 عندما حل الشيخ عيسى الجمعية الوطنية. لم يعيد هيئة تمثيلية منتخبة حتى حكم ابنه الشيخ عيسى، والشيخ حمد بن عيسى آل خليفة.

## السلطة التنفيذية
وفقا للمادة 32 (ب) من دستور عام 2002، «تناط السلطة التنفيذية بالملك جنبا إلى جنب مع مجلس الوزراء والوزراء». وعين مجلس الوزراء (مجلس الوزراء) مباشرة من قبل الملك (المادة 33 د).
وقد كان للبحرين رئيس الوزراء واحدة فقط منذ استقلال البلاد في عام 1971، خليفة بن سلمان آل خليفة، عم حامل لقب الملك حمد بن عيسى آل خليفة. اعتبارا من عام 2010، تم اختيار ما يقرب من نصف أعضاء مجلس الوزراء من العائلة المالكة آل خليفة, بما في ذلك وزير الدفاع، وزير الداخلية، وزير الشؤون الخارجية، وزير المالية، وزير العدل والشؤون الإسلامية.
- الملك حمد بن عيسى آل خليفة ( 6 مارس 1999 - حتى الآن )
- رئيس الوزراء الأمير سلمان بن حمد آل خليفة منذ 11/11/2020.

## السلطة التشريعية
وفقا للمادة 32 (ب) من دستور عام 2002، "تناط السلطة التشريعية في الملك والجمعية الوطنية.
الجمعية الوطنية هو مجلسين مع مجلس النواب، ومجلس النواب، وبعد 40 الأعضاء المنتخبين في الدوائر ذات المقعد الواحد بالاقتراع العام لمدة أربع سنوات. مجلس الشيوخ ومجلس الشورى، من 40 عضوا يعينهم الملك من البحرين. ومن بين أعضاء مجلس الشورى الحالي من ممثلي الجاليات اليهودية والمسيحية في البحرين، وكذلك العديد من النساء المشرعين.
وطالب رئيس الجمعية الوطنية هو من مجلس الشورى المعين.
يجب أن يتم تمرير جميع القوانين بأغلبية في كل من مجلس النواب ومجلس الشورى، ويجب أن يصادق عليه من قبل الملك.

### الأحزاب السياسية والانتخابات
للأحزاب السياسية الأخرى ترى قائمة الأحزاب السياسية في البحرين. وشملت لمحة عامة عن الانتخابات ونتائج الانتخابات في الانتخابات في البحرين.
على الرغم من أن أي إطار قانوني للأحزاب السياسية بعد رفض النواب لإنشاء هذه التشريعات، بحكم الأمر الواقع وتعمل الأحزاب السياسية هي المعروفة باسم «الجمعيات السياسية»
- حركة حق (حركة منشقة ومعارضة للحكم)
- جمعية الوفاق الوطني الإسلامية (شيعة)
- جمعية العمل الوطني الديموقراطي (وعد)
- جمعية الأصالة الإسلامية (سلفيين)
- جمعية المنبر الإٍسلامي (الإخوان المسلمين)
- العدالة الوطنية (غالبية سنية)
- جمعية المنبر الديمقراطي التقدمي

## فرع القضائية
وينقسم القضاء البحريني إلى فرعين: المحاكم المدنية والمحاكم الشرعية. المحاكم المدنية التعامل مع جميع القضايا التجارية والمدنية، والجنائية، والنزاعات جيدا المتعلقة بالأحوال الشخصية لغير المسلمين. المحاكم الشرعية لها الولاية على جميع المسائل المتعلقة بالأحوال الشخصية للمسلمين.
يتم ترشيح قضاة المحاكم الوسطى والدنيا من قبل وزارة العدل ويعين بقرار من رئيس الوزراء. يعين مجلس القضاء الأعلى، برئاسة الملك، وأعضاء المحكمة الدستورية.
المجلس الأعلى للقضاء تم إنشائه للقيام بالإشـراف على حسن سير العمل في المحاكم وفي الأجهزة المعاونة لها، واتخاذ ما يلزم من أجل ذلك، واقتراح تعيين وترقية القضاة وأعضاء النيابة العامة، وكل ما يتعلق بشأنهم، وإبداء الرأي في مشروعات القوانين المتعلقة بالقضاء والنيابة العامة، وكافة المسائل المنصوص عليها في قانون السلطة القضائية.
ويبدأ التاريخ العدلي في البحرين منذ العام 1783 والذي تأسست فيه البحرين كدولة على يد أحمد الفاتح، حيث كان القضاء جزءاً من مسؤوليات الحاكم، وبما يلبي متطلبات حكم القضاء بالفصل في النزاعات بين الناس، والحفاظ على الحقوق وتثبيت دعائم الطمأنينة.
وتناول الدستور البحريني في المادتين (104) و (105) الملامح الأساسية لاستقلال السلطة القضائية، وأشار إلى أن القانون يتولى تنظيم السلطة القضائية ويبين ضمانات القضاة.
فصدر المرسوم بقانون رقم (42) لسنة 2002 بإصدار قانون السلطة القضائية  الذي نظم القضاء وبين بصورة عامة اختصاصات المحاكم ودرجاتها وضمانات استقلال السلطة القضائية، وتعيين القضاة وأعضاء النيابة العامة وضمانات استقلال القضاة.
فقد وضح في الباب الثاني منه ترتيب المحاكم وولايتها فبدأ بمحاكم القضاء المدني في الفصل الأول منه حيث وضح درجاتها واختصاصاتها في المواد من (6) حتى (12 ثم تناول القضاء الشرعي في الفصل الثاني منه في المواد من (13) حتى (21) أما بقية مواد القانون فقد تناولت شروط تعيين القضاة وترقيتهم وأعضاء النيابة العامة وتشكيل ومهام المجلس الأعلى للقضاء.
كثير من القضاة رفيعي المستوى في البحرين إما أعضاء من الأسرة الحاكمة أو غير البحرينيين (معظمهم من المصريين) مع عقود قابلة للتجديد لمدة 2. لضمان تجديد هذه العقود، قد يكون القضاة عرضة للنظر أنه من الضروري اتخاذ قرارات لا غير المواتية لرغبات أو مصالح الحكومة.

## التقسيمات الإدارية
وتنقسم البحرين إلى أربع محافظات لأغراض إدارية :-
- محافظة العاصمة
- محافظة المحرق
- المحافظة الشمالية
- المحافظة الجنوبية

كل محافظة محافظ يعين له وانتخب المجلس البلدي.

## الأمن القومي

### التهديدات الخارجية
جنبا إلى جنب على الرغم من بين الجيران أكبر من ذلك بكثير، وجزيرة صغيرة مملكة البحرين لا تواجه أي تهديد فوري من الدول الأجنبية. وبالمثل، فإنه لا تشارك حاليا في أي نزاعات الدولية. في الماضي القريب، ولكن، والعلاقات بين البحرين واثنين آخرين من دول الخليج العربي — كان أقل من دية—إيران وقطر. وقد قدمت حكومة البحرين جهودا متضافرة لتحسين العلاقات مع كليهما. وتوترت العلاقات مع إيران في البداية على اكتشاف 1981 في البحرين من مؤامرة إيرانية برعاية القيام بانقلاب. غذى الشكوك في البحرين ان إيران حرضت أيضا الاضطرابات السياسية الداخلية في 1990 التوتر. جهود البحرين في الآونة الأخيرة لتحسين العلاقات مع إيران تشمل تشجيع التجارة بين الدول المعنية، فضلا عن تعزيز التعاون الأمني البحري. نشأت العلاقات العدائية بين البحرين وقطر من النزاع الحدودى منذ فترة طويلة. في 16 مارس 2001، حكم محكمة العدل الدولية (محكمة العدل الدولية) العدل سهلت التوصل إلى تسوية سلمية للمسألة. محكمة العدل الدولية منحت السيادة على جزر حوار وقطعة جرادة للبحرين وسيادتها على الزبارة (جزء من شبه جزيرة قطر)، وجزيرة جنان وفشت الديبل الإعلانية لدولة قطر.

### التمرد
لا تواجه حكومة البحرين أي تهديد مباشر من الأفراد أو المنظمات التي تسعى إلى تقويض سيادتها. في الماضي، ومع ذلك، فقد اضطرت ليتعامل مع الانتفاضات السياسية. أحبطت الحكومة محاولة انقلاب في عام 1981. والسخط من الأغلبية الشيعية في البحرين عجلت سلسلة من الحوادث العنيفة في 1990. الإصلاحات التشريعية التي تهدف إلى معالجة المظالم الكامنة السكان المبعدة في البداية عقدت العنف في الاختيار. في عام 1996 عادت إلى الظهور التوتر، ومع ذلك، وأدى عدد من الفنادق والمطاعم التفجيرات في سقوط العديد من الضحايا. اعتقلت الحكومة في وقت لاحق أكثر من 1,000 الأفراد لمشاركتهم المزعومة في حوادث وشرعت في احتجازهم دون محاكمة.
تولى الشيخ حمد بن عيسى آل خليفة العرش مارس 1999 عند وفاة والده الشيخ عيسى بن سلمان آل خليفة، حاكم البحرين منذ عام 1961. وتابع لتنفيذ الإصلاحات الديمقراطية، بما في ذلك تحول البحرين من إمارة وراثية لنظام ملكي دستوري، وبذلك تغير وضعه من أمير إلى ملك. انه عفا أيضا جميع السجناء والمعتقلين السياسيين، بمن فيهم أولئك الذين اعتقلوا للمشاركة لا أساس لها في التفجيرات 1996 وكذلك إلغاء قانون أمن الدولة ومحكمة أمن الدولة، التي سمحت الحكومة لاحتجاز الأشخاص دون محاكمة لمدة تصل إلى 3 سنوات.
في فبراير 2011 بدأت سلسلة من الاحتجاجات من قبل الأغلبية الشيعية والتي أصبحت الانتفاضة البحرينية.

### الإرهاب
تعاونت حكومة البحرين بنشاط مع المجتمع الدولي بشكل عام والولايات المتحدة بشكل خاص لمكافحة الإرهاب العالمي. إسناد واسعة النطاق على تراخيص الطيران التي منحتها الولايات المتحدة ساهمت طائرات عسكرية لنجاح عملية الحرية الدائمة. تعاونت حكومة البحرين عن كثب على التحقيقات الجنائية المرتبطة بالإرهاب. وبالمثل، اتخذت خطوات لمنع المنظمات الإرهابية من استخدام النظام المالي متطورة في البلاد. ليس كل المواطنين في البحرين وأشاد بجهود حكومتهم، ولكن، بشكل خاص وجها لوجه دعمها لمبادرات الولايات المتحدة. جرت عدة مظاهرات مناهضة للولايات المتحدة في عام 2002، خلال واحدة من الذي هاجم السفارة الأمريكية بالقنابل الحارقة، ومرة أخرى في بداية عملية حرية العراق في عام 2003.
في عام 2005، البحرين، باعتبارها واحدة من الدول الست الأعضاء في مجلس التعاون الخليجي (GCC)، وافق على تكثيف التنسيق في مجال مكافحة الإرهاب ردا على عدم الاستقرار في المنطقة. ودعوا إلى وضع تعريف واضح للإرهاب بحيث يمكن أن تكون متباينة من الأنشطة أو أنشطة إجرامية أخرى مثل نضالات المشروعة ضد الاحتلال الأجنبي على سبيل المثال.

## وصلات خارجية
- Kingdom of Bahrain eGovernment Portal
- Chamber of Deputies (Lower house of parliament)
- Shura Council (Upper house of parliament) نسخة محفوظة 6 سبتمبر 2004 على موقع واي باك مشين.
- Bahrain Government على مشروع الدليل المفتوح
- Bahrain's private sector opens the door to political participation, Daily Star (Beirut), 22 February 2006
- Generational change and elite-driven reforms in the Kingdom of Bahrain. (Sir William Luce Fellowship Paper No. 7) Dr. Steven Wright (2006) Middle East and Islamic Studies, جامعة درم, (PDF Format)